# Anablepsoides xinguensis
Anablepsoides xinguensis är en fiskart som beskrevs av Costa 2010. Arten ingår i släktet Anablepsoides, och familjen Rivulidae. Inga underarter finns listade i Catalogue of Life.